# Lamprolepis nieuwenhuisii
Espèce
Synonymes
- Lygosoma nieuwenhuisi Lidth De Jeude, 1905

Lamprolepis nieuwenhuisii est une espèce de sauriens de la famille des Scincidae.

## Répartition
Cette espèce est endémique de Bornéo. Elle se rencontre en Malaisie orientale et au Kalimantan en Indonésie.

## Étymologie
Cette espèce est nommée en l'honneur d'Anton Willem Nieuwenhuis (1864–1953).

## Publication originale
- Lidth de Jeude, 1905 : Zoological results of the Dutch Scientific Expedition to Central-Borneo. The reptiles. Notes from the Leyden Museum, vol. 25, no 4, p. 187-202 (texte intégral).